# Atelopus farci
Atelopus farci är en groddjursart som beskrevs av Lynch 1993. Atelopus farci ingår i släktet Atelopus och familjen paddor. IUCN kategoriserar arten globalt som akut hotad. Inga underarter finns listade.